# Ринок (Томашівський повіт)
Ринок (пол. Rynek) — частина села Речица у Польщі, в Люблінському воєводстві Томашовського повіту, ґміни Ульгувек.